# Give Peace a Chance
Give Peace a Chance is een lied uit 1969 van John Lennon en Yoko Ono. Het lied was populair in de vredesbeweging van de vroege jaren zeventig.

## Opname

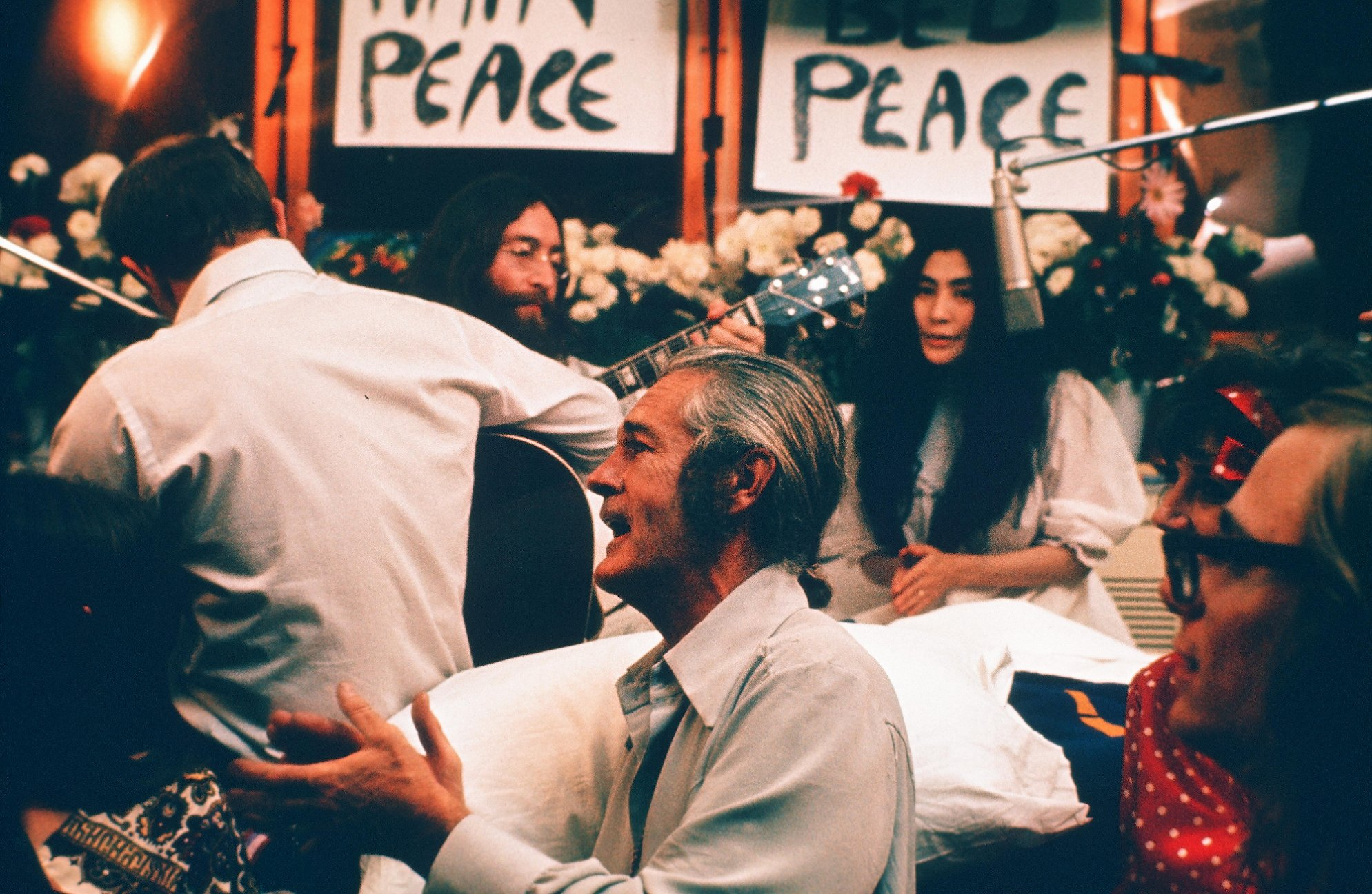
Opname van Give Peace a Chance in Montreal

John Lennon en Yoko Ono hebben het nummer opgenomen met de Plastic Ono Band in het Queen Elizabeth Hotel in Montreal, waar ze hun tweede Bed-In hielden. Het nummer verscheen op de albums: Power to the People - the hits en het verzamelalbum Gimme Some Truth.
Begin 1991 is er een aangepaste versie uitgebracht, dit naar aanleiding van het uitbreken van de Golfoorlog. Op vrijdag 25 januari 1991 was de versie van Peace Choir in Nederland Veronica Alarmschijf op Radio 3 en werd een radiohit in de destijds twee hitlijsten op de nationale publieke popzender. De plaat bereikte de 14e positie in zowel de Nederlandse Top 40 als de Nationale Top 100.
Het lied is tientallen keren gecoverd. Een van die covers was de eerste single van Hot Chocolate.

## Hitnoteringen

### Nederlandse Top 40
| Hitnotering: 19-07-1969 t/m 13-09-1969 | Hitnotering: 19-07-1969 t/m 13-09-1969 | Hitnotering: 19-07-1969 t/m 13-09-1969 | Hitnotering: 19-07-1969 t/m 13-09-1969 | Hitnotering: 19-07-1969 t/m 13-09-1969 | Hitnotering: 19-07-1969 t/m 13-09-1969 | Hitnotering: 19-07-1969 t/m 13-09-1969 | Hitnotering: 19-07-1969 t/m 13-09-1969 | Hitnotering: 19-07-1969 t/m 13-09-1969 | Hitnotering: 19-07-1969 t/m 13-09-1969 | Hitnotering: 19-07-1969 t/m 13-09-1969 |
| Week                                   | 1                                      | 2                                      | 3                                      | 4                                      | 5                                      | 6                                      | 7                                      | 8                                      | 9                                      |                                        |
| -------------------------------------- | -------------------------------------- | -------------------------------------- | -------------------------------------- | -------------------------------------- | -------------------------------------- | -------------------------------------- | -------------------------------------- | -------------------------------------- | -------------------------------------- | -------------------------------------- |
| Nummer                                 | 10                                     | 1                                      | 1                                      | 3                                      | 4                                      | 8                                      | 14                                     | 24                                     | 35                                     | uit                                    |

### Hilversum 3 Top 30
| Hitnotering: 12-07-1969 t/m 13-09-1969 | Hitnotering: 12-07-1969 t/m 13-09-1969 | Hitnotering: 12-07-1969 t/m 13-09-1969 | Hitnotering: 12-07-1969 t/m 13-09-1969 | Hitnotering: 12-07-1969 t/m 13-09-1969 | Hitnotering: 12-07-1969 t/m 13-09-1969 | Hitnotering: 12-07-1969 t/m 13-09-1969 | Hitnotering: 12-07-1969 t/m 13-09-1969 | Hitnotering: 12-07-1969 t/m 13-09-1969 | Hitnotering: 12-07-1969 t/m 13-09-1969 | Hitnotering: 12-07-1969 t/m 13-09-1969 | Hitnotering: 12-07-1969 t/m 13-09-1969 |
| Week                                   | 1                                      | 2                                      | 3                                      | 4                                      | 5                                      | 6                                      | 7                                      | 8                                      | 9                                      | 10                                     |                                        |
| -------------------------------------- | -------------------------------------- | -------------------------------------- | -------------------------------------- | -------------------------------------- | -------------------------------------- | -------------------------------------- | -------------------------------------- | -------------------------------------- | -------------------------------------- | -------------------------------------- | -------------------------------------- |
| Nummer                                 | 29                                     | 8                                      | 1                                      | 1                                      | 3                                      | 4                                      | 6                                      | 16                                     | 17                                     | 26                                     | uit                                    |

### NPO Radio 2 Top 2000
| Nummer met noteringen in de NPO Radio 2 Top 2000 | '99 | '00  | '01  | '02  | '03  | '04  | '05 | '06  | '07 | '08  | '09-'14 | '15  |
| ------------------------------------------------ | --- | ---- | ---- | ---- | ---- | ---- | --- | ---- | --- | ---- | ------- | ---- |
| Give Peace a Chance                              | 853 | 1603 | 1543 | 1467 | 1580 | 1699 | -   | 1679 | -   | 1971 | -       | 1025 |

1. ↑  Een '-' betekent dat het nummer niet was genoteerd en een vetgedrukt getal geeft de hoogste notering aan.
2. ↑  Deze tabel is bijgewerkt tot en met de laatste editie (2024).